# Jack Jones (spisovatel)
Jack Jones (24. listopadu 1884 – 7. května 1970) byl velšský romanopisec a dramatik. Narodil se v Merthyr Tydfil do rodiny horníka. On sám v dolech začal pracovat ve dvanácti letech a v sedmnácti odešel do armády. V roce 1920 se stal členem komunistické strany, ale již o tři roky později přešel do Labouristické strany. V roce 1948 mu byl udělen Řád britského impéria. V roce 1944 napsal životopis politika Davida Lloyda George. Je autorem dialogů k filmu The Proud Valley (1940) a napsal řadu románů a několik divadelních her. Rovněž je autorem tří autobiografických knih.